# Ulrich Bolt
Ulrich Bolt (Heimatort Lachen im Kanton Schwyz; † unsicher, nach 1541) war reformierter Pfarrer, der besonders im Kanton Graubünden an der Hinwendung zahlreicher Gemeinden zur Reformation beteiligt war.

## Leben
Ursprünglich katholischer Priester, kam Bolt mit den kirchenrechtlichen Bestimmungen zum Zölibat in Konflikt. Seine Eheschliessung bewirkte den Bruch mit der Papstkirche.
Seine erste Pfarrstelle trat Bolt in Fläsch im Kanton Graubünden an. Fläsch wurde die erste Bündner Gemeinde, die aufgrund seines Einsatzes den neuen Glauben annahm. Es folgten bald weitere Gemeinden in der Bündner Herrschaft sowie das gesamte Prättigau.
Seine Bekanntschaft mit Zwingli und weiteren Reformatoren in Zürich war frühzeitig belastet durch seine Neigung zu täuferischen Ideen. Sein Bruder Eberli Bolt starb als Märtyrer der täuferischen Bewegung.
1527 galt er öffentlich als Täufer und wurde inhaftiert. Sein Eid auf die reformierte Lehre bewahrte ihn vor Folter und Hinrichtung.
1528 war er, offenbar rehabilitiert, Teilnehmer der Berner Disputation. In verschiedenen Pfarrstellen in Zürich und im Mittelland fiel er wiederholt durch seinen unausgeglichenen Charakter auf.
Seine letzten Lebensjahre nach der Entlassung in Wangen bei Dübendorf liegen im Dunkeln.